# Кубок Станковича
Кубок Станковича или Кубок континентальных чемпионов Станковича ФИБА (англ. FIBA Stanković Continental Champions’ Cup) — международный турнир по баскетболу, проводимый с 2005 года ежегодно под эгидой ФИБА. Является турниром для мужских национальных сборных по данному виду спорта. Название — производное от фамилии генерального секретаря ФИБА Борислава Станковича за его вклад в развитие баскетбола. Место проведения Китай, его выбрал единственный секретарь ФИБА от КНР — Чэн Ваньци. Главной задачей турнира стала распространение баскетбола в Китае, а также дополнительная возможность для мужской сборной этой страны сыграть с самыми сильными сборными мира.

## История турнира и регламент
Первый турнир прошёл в Пекине с 26 по 31 июля 2005 года, первым обладателем Кубка Станковича стала сборная Литвы. В каждом розыгрыше принимают участие сборные разных континентов, отсюда второе название Кубка. Четыре команды играют друг с другом по круговой системе, затем две лучшие сборные оспаривают первое место, две худшие играют матч за третье место. На турнире 2012 года впервые с начала розыгрыша победу одержала сборная Китая.
| Год              | Место             | Золото         | Серебро   | Бронза            |
| ---------------- | ----------------- | -------------- | --------- | ----------------- |
| 2005 Подробнее   | Пекин             | Литва          | Аргентина | Австралия         |
| 2006 Подробнее   | Нанькин/ Куньшань | Греция         | Германия  | Франция           |
| 2007 Подробнее   | Гуанчжоу Макао    | Словения       | Китай     | Лига развития НБА |
| 2008 Подробнее   | Ханчжоу           | Ангола         | Китай     | Сербия            |
| 2009 Подробнее   | Куньшань          | Австралия      | Турция    | Китай             |
| 2010 Подробнее   | Лючжоу            | Словения       | Австралия | Китай             |
| 2011/1 Подробнее | Хайнин            | Ангола         | Австралия | Россия            |
| 2011/2 Подробнее | Гуанчжоу          | Новая Зеландия | Россия    | Китай             |
| 2012 Подробнее   | Гуанчжоу          | Китай          | Австралия | Тунис             |
| 2013/1 Подробнее | Лючжоу            | Австралия      | Аргентина | Китай             |
| 2013/2 Подробнее | Гуанчжоу          | Аргентина      | Китай     | Нигерия           |
| 2014 Подробнее   | Лоян              | Россия         | Словения  | Китай             |
| 2015 Подробнее   | Цинъюань          | Новая Зеландия | Мексика   | Венесуэла         |
| 2016 Подробнее   | Пекин             | Франция        | Аргентина | Нигерия           |
| 2017 Подробнее   | Шэньчжэнь         | Германия       | Хорватия  | Китай             |
| 2018 Подробнее   | Шэньчжэнь         | Хорватия       | Тунис     | Китай             |
| 2019 Подробнее   | Шэньчжэнь         | Хорватия       | Китай     | Тунис             |